# Manoir de la Groye
Le manoir de la Groye est un manoir situé à Saint-Saturnin-sur-Loire, en France.

## Localisation
Le manoir est situé dans le département français de Maine-et-Loire, sur la commune déléguée Saint-Saturnin-sur-Loire, faisant partie de la nouvelle commune Brissac-Loire-Aubance.
Il est implanté sur le coteau du Mont Rude qui regarde la Loire, au sud de celle-ci.

## Historique
L'édifice est classé au titre des monuments historiques en 1977.